# Élections législatives burundaises de 2020
Les élections législatives burundaises de 2020 ont lieu le 20 mai 2020 afin de renouveler les membres de l'Assemblée nationale du Burundi. Des municipales ainsi que le premier tour d'une présidentielle ont lieu simultanément.
Le scrutin est largement remporté par le parti au pouvoir, le Conseil national pour la défense de la démocratie-FDD, qui réunit près de 71 % des suffrages et une large majorité des sièges.

## Contexte

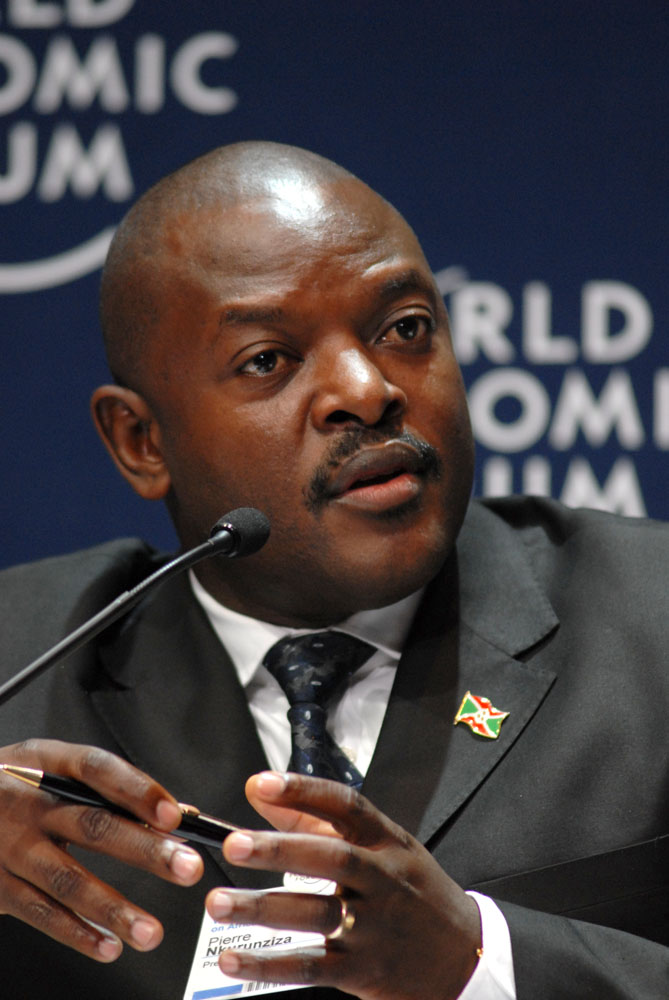
Pierre Nkurunziza.

Le scrutin intervient dans la continuité de la réélection très controversée du président Pierre Nkurunziza en 2015, ayant débouché sur une crise pré puis post-électorale accompagnée d'une tentative avortée de coup d'État de la part d'une partie de l'armée, et d'une vive remontée des tensions interethniques au Burundi. Les élections législatives de juin 2015 sont remportées par son parti, le Conseil national pour la défense de la démocratie-Forces de défense de la démocratie (CNDD-FDD), avec 77 sièges sur les 100 directement élus.
Bien qu'ayant fait modifier la constitution par référendum en mai 2018, lui permettant de se représenter jusqu'en 2034, Pierre Nkurunziza annonce le 7 juin 2019 ne pas être candidat à sa succession en 2020, à la surprise générale,.
Le gouvernement burundais maintient le scrutin malgré la progression de la Pandémie de Covid-19, qui contraint la quasi-totalité des autres pays à reporter les leurs. Le premier vice-président Gaston Sindimwo va jusqu'à qualifier les partisans d'un report d'« ennemis de la démocratie », affirmant que la pandémie n’empêchera pas les élections car les Burundais sont « un peuple béni par Dieu ».

## Système électoral

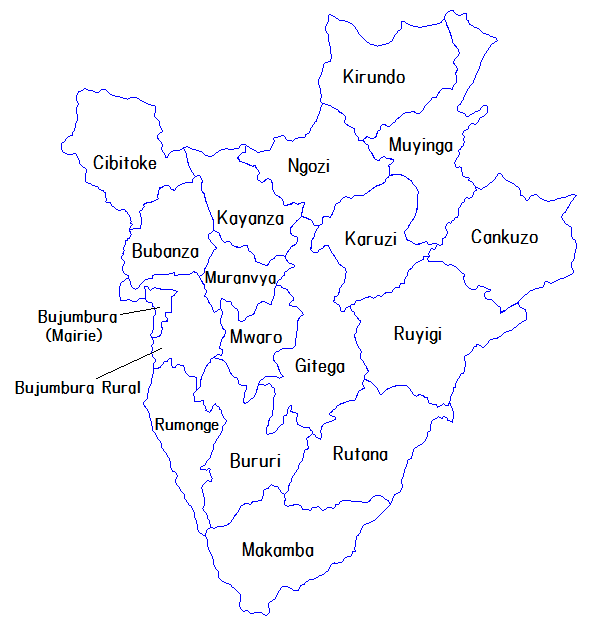
Provinces du Burundi.

L'Assemblée nationale est la chambre  basse du parlement bicaméral du Burundi. Elle est dotée d'un minimum de 100 sièges pourvus pour cinq ans au scrutin proportionnel dans 18 circonscriptions électorales plurinominales correspondant aux provinces du pays. La composition des listes est bloquée, avec pour trois noms successifs un maximum de deux hommes et de deux personnes du même groupe ethnique. 
Les sièges sont répartis selon la méthode d'Hondt à tous les partis ayant franchi le seuil électoral de 2 % des suffrages exprimés. Un nombre variable de députés supplémentaires s'ajoute à ce total de telle sorte que la répartition finale des membres de l'assemblée corresponde à un ratio 60-40 entre Hutus et Tutsis, auquel s'ajoute un quota de 30 % de femmes,. L'ensemble des membres cooptés sont choisis par la Commission électorale nationale indépendante (Céni) parmi les candidats non élus figurant sur les listes des partis ayant remporté au moins un siège au scrutin direct, en concertation avec ces derniers.
Enfin, trois membres de l’ethnie Twa sont cooptés par la Céni sur la base de liste présentées par leurs organisations représentatives reconnues, en tenant compte du sexe et de la répartition géographique,.

## Calendrier électoral
La Commission électorale nationale indépendante (Ceni) rend public en novembre 2019 le chronogramme des élections. Les législatives sont organisées le 20 mai 2020 en même temps que les municipales et le premier tour de la présidentielle . Elles sont précédées d'une révision des listes électorales du 9 au 12 décembre 2019, suivie d'un décret de convocation des électeurs le 20 février 2020. 
La campagne électorale de l'ensemble des scrutins présidentiels, parlementaires et municipaux s'étale du 27 avril au 17 mai. Les résultats provisoires sont attendus pour le 26 mai, et ceux définitifs le 4 juin.

## Résultats
Seuls trois partis franchissent le seuil électoral de 2 %. Sur les 100 députés élus au scrutin direct, 72 sont des Hutus et 28 des Tutsi, entrainant la cooptation de 20 députés Tutsi supplémentaires afin de respecter le ratio 60/40 entre les deux ethnies. Le groupe des députés élus se composant par ailleurs de 66 hommes et 34 femmes, les 20 cooptés sont répartis en 9 hommes et 11 femmes afin de respecter ce même ratio de 60/40 entre les deux sexes, pour un total final de 72 Hutus et 48 Tutsis, auxquels s'ajoutent les trois Twas par cooptation, dont 2 hommes et 1 femme
|                          |                                                                  |                          |                          |                          |                          |         |        |               |  |
| Parti                    | Parti                                                            | Voix                     | %                        | +/-                      | Sièges                   | Sièges  | Sièges | +/-           |  |
| Parti                    | Parti                                                            | Voix                     | %                        | +/-                      | Élus                     | Cooptés | Total  | +/-           |  |
|                          | Conseil national pour la défense de la démocratie (CNDD–FDD)     | 3 036 286                | 70,98                    | 10,70                    | 72                       | 14      | 86     | en stagnation |  |
|                          | Congrès national pour la liberté (CNL)                           | 1 001 230                | 23,41                    | Nv                       | 27                       | 5       | 32     | 32            |  |
|                          | Union pour le progrès national (Uprona)                          | 108 865                  | 2,54                     | 0,05                     | 1                        | 1       | 2      | en stagnation |  |
|                          | Front pour la démocratie au Burundi (FRODEBU)                    | 31 106                   | 0,73                     | N/a                      | 0                        | 0       | 0      | en stagnation |  |
|                          | Forces nationales de libération (FNL)                            | 17 842                   | 0,42                     | 0,82                     | 0                        | 0       | 0      | en stagnation |  |
|                          | Front pour la démocratie au Burundi–Nyakuri (FRODEBU–Nyakuri)    | 15 547                   | 0,36                     | 1,57                     | 0                        | 0       | 0      | en stagnation |  |
|                          | Coalition kira Burundi (CKB)                                     | 10 072                   | 0,24                     | Nv                       | 0                        | 0       | 0      | en stagnation |  |
|                          | Alliance pour la paix, la démocratie et la réconciliation (APDR) | 6 623                    | 0,15                     | Nv                       | 0                        | 0       | 0      | en stagnation |  |
|                          | Coalition pour une opposition participative (COPA 2020)          | 2 599                    | 0,06                     | Nv                       | 0                        | 0       | 0      | en stagnation |  |
|                          | Conseil des patriotes (CDP)                                      | 2 371                    | 0,06                     | Nv                       | 0                        | 0       | 0      | en stagnation |  |
|                          | Union pour la paix et la démocratie (UPD)                        | 2 311                    | 0,05                     | Nv                       | 0                        | 0       | 0      | en stagnation |  |
|                          | Parti pour la démocratie et la réconciliation (Sangwe-PADER)     | 2 142                    | 0,05                     | 0,03                     | 0                        | 0       | 0      | en stagnation |  |
|                          | Front populaire national-Imbonenza (FPN-Imbonenza)               | 1 399                    | 0,03                     | Nv                       | 0                        | 0       | 0      | en stagnation |  |
|                          | Indépendants                                                     | 39 261                   | 0,92                     | Nv                       | 0                        | 0       | 0      | en stagnation |  |
|                          | Sièges réservés aux Twas                                         | Sièges réservés aux Twas | Sièges réservés aux Twas | Sièges réservés aux Twas | Sièges réservés aux Twas | 3       | 3      | en stagnation |  |
|                          |                                                                  |                          |                          |                          |                          |         |        |               |  |
| Suffrages exprimés       | Suffrages exprimés                                               | 4 277 654                | 95,82                    |                          |                          |         |        |               |  |
| Votes blancs             | Votes blancs                                                     | 95 004                   | 2,13                     |                          |                          |         |        |               |  |
| Votes nuls               | Votes nuls                                                       | 91 701                   | 2,05                     |                          |                          |         |        |               |  |
| Total                    | Total                                                            | 4 464 359                | 100                      | –                        | 100                      | 23      | 123    | 2             |  |
| Abstentions              | Abstentions                                                      | 649 059                  | 12,69                    |                          |                          |         |        |               |  |
| Inscrits / participation | Inscrits / participation                                         | 5 113 418                | 87,31                    |                          |                          |         |        |               |  |